# Зернештій-де-Сленік
Зернештій-де-Сленік (рум. Zărneștii de Slănic) — село у повіті Бузеу в Румунії. Входить до складу комуни Чернетешть.
Село розташоване на відстані 106 км на північний схід від Бухареста, 15 км на північ від Бузеу, 101 км на захід від Галаца, 98 км на південний схід від Брашова.

## Населення
За даними перепису населення 2002 року у селі проживали 1250 осіб, усі — румуни. Усі жителі села рідною мовою назвали румунську.